# Giuseppe Semeraro
Giuseppe Semeraro (Martina Franca, 16 marzo 1947 – Taranto, 8 novembre 2022) è stato un politico italiano.

## Biografia
Iscrittosi al Movimento Sociale Italiano, viene eletto consigliere comunale a Martina Franca, carica che ricopre dal 1987 al 1998. Con la svolta di Fiuggi del 1995, aderisce ad Alleanza Nazionale.
Alle elezioni comunali del 1993 si candida alla carica di sindaco di Martina Franca con il Movimento Sociale Italiano, classificandosi terzo. Con lo scioglimento anticipato del consiglio comunale, l'anno successivo presenta nuovamente la candidatura a sindaco sostenuto dal Polo del Buon Governo: dopo aver ottenuto il 41% al primo turno, perde al ballottaggio con uno scarto di 200 voti.
Dal 1995 al 2000 ha ricoperto la carica di assessore regionale alla cultura nella giunta del forzista Salvatore Distaso.
Alle elezioni politiche del 2001, Semeraro si candida al Senato della Repubblica nel collegio uninominale di Taranto, sostenuto dalla Casa delle Libertà, battendo per tre punti percentuali il senatore uscente del collegio ed ex-sindaco di Taranto Giovanni Battafarano. Nel corso della legislatura, è membro delle commissioni parlamentari Difesa e Industria del Senato.
Nel 2005 fonda la Banca Popolare della Valle d'Itria e della Magna Grecia, un istituto di credito di cui è stato anche presidente, ma che ha terminato le sue attività nel 2010, cedendo attività e passività a BancApulia.
Semeraro muore l'8 novembre 2022 all'età di 75 anni a Taranto, dove era ricoverato a seguito di un infarto.